# ヨールヴィーク
ヨールヴィーク (Jórvík)は、9世紀後半から10世紀後半にかけて、ノース人に支配されていた時代のブリテン島・南ノーサンブリア（現ヨークシャー）を指す歴史学上の語。スカンディナヴィア・ヨーク（Scandinavian York）、デンマーク・ヨーク（Danish York）、ノルウェー・ヨーク（Norwegian York）と呼ばれることもある。また、ヨールヴィークという語は特にその中心都市（現ヨーク）について用いられることもある。
875年以降、ノーサンブリアの大部分は様々なノース人王に支配されたが、927年以降アングロ・サクソン人が奪回を進め、954年に完全にイングランドへ併合された。成立の経過はダブリン王国に似通っているが、ダブリン王国は12世紀まで存続している。

## 歴史

大異教軍の進路（865年 - 878年）

ヨークの歴史は、ローマ帝国が軍団のカストラとしてエボラクム（Eboracum）を建設したことに始まる。後にアングロサクソン人によってエォフォルウィク（Eoforwic）という名で再建され、貿易港として栄えたが、866年11月に骨無しのイーヴァル率いるデーン人ヴァイキングに占領された。この軍勢は、アングロサクソン年代記の記述から大異教軍として知られる。当時ノーサンブリアでは、バーニシア王とデイラ王がノーサンブリア王位をめぐり争っていたが一時休戦し、共同して867年3月にヨーク奪回を試みたが失敗した。デイラ王を敗死させたデーン人はノーサンブリアの大部分を支配下におさめ、ノーサンブリア王国宮廷は北方のバーニシアに逃れた。867年、大異教軍はノーサンブリア王アエラを戦死させ、傀儡の王エグバート1世を建てた。876年からはハーフダン・ラグナルソンがノーサンブリア・ヨールヴィーク王となり、以降100年近くにわたりノース人がヨールヴィークを支配することになる。
同時期にヴァイキングはマーシアを攻撃したが失敗し、また869年にはウェセックスに侵攻したが、エゼルレッド王や王弟アルフレッドの抵抗にあい、思うような戦果が挙げられなかった。この頃ヨールヴィークでは、ヨーク大司教ウルフヘレがノース人に協力して地位を保っていたが、872年のノーサンブリア人の反乱で追放された。しかしこの反乱は序盤は勢いがあったものの次第に鎮圧され、その後ウルフヘレが復帰して死ぬまで大司教位を守り抜いた。ノース人ノーサンブリア王グースフリスがヨーク・ミンスターに葬られたことは、彼と大司教の和解を象徴している。ヴァイキングの使用した硬貨はすべてヨールヴィークで発行されており、経済中心地としてのヨールヴィークの繁栄を物語っている。ノーサンブリアの首府としてのヨールヴィークの地位は、875年にデーン人首領グスルムとハーフダン・ラグナルソンが分かれた際に、前者がイーストアングリアに、後者がヨールヴィークに向かったことからも確認できる。デーン人がブリテン島での戦闘に忙殺されている間、マン島やアイルランド、スウェーデンの軍がヨールヴィークを狙い、ハーフダンの兄弟たちが指揮するデーン人や現地スウェーデン人と戦った。

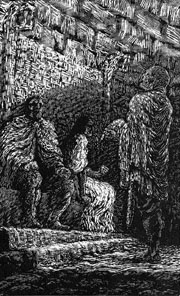
座してエギル・スカラグリームスソンと面会するエイリーク血斧王とグンヒルド・ゴームズダター

かつてリンジー王国が存在した地域を中心に、ノーサンブリアにはデーン人によってデーンロウ五市や諸勢力が築かれ、他のアングロサクソン人王国と争った。またしばらく時を置いて全イングランドを征服したクヌート大王は、ノルウェーのエイリーク・ハーコナルソンをノーサンブリアのヤール、デンマークのトルケルをイーストアングリアのヤールとし、北イングランドにノース人の支配を再樹立した。この後、北イングランドはノルウェー王ハーラル3世が1066年のスタンフォード・ブリッジの戦いで戦死するまで、ノルウェー王国の影響下に置かれた。この直後にヘイスティングズの戦いが起こり、イングランドはノルマン人の時代を迎えることになる。
14世紀の記録に、古ノルド語の由来のKonungsgurtha（王の宮廷）という地名が記されている。この場所は古代ローマ帝国の野営地の遺跡ポルタ・プリンシパリス・シニストラ（porta principalis sinistra）のすぐ西隣に位置している。ヴァイキングは、ヨールヴィーク王の在所としてローマ帝国の要塞の隣を選んだということが推測できる。
ヴァイキングのヨールヴィーク王国は、954年までにイングランド王国に併合された。ノーサンブリア王国もイングランド王国に再統合されたのち、ヨールヴィーク王の称号は960年にヨーク伯に引き継がれた。しかし、政治的な独立を失ったとはいえ、ヨークは経済的には繁栄を保っていた。1000年ごろには、ブリテン島でロンドンに次ぎ2番目の人口を誇った。
ヨールヴィーク王など当初のヨールヴィークの長はノース人だったが、ノルマン・コンクェスト後はノルマン人にとってかわられた。ウィリアム1世の征服によってヨールヴィークの独立は終わりを告げ、大陸的な城塞が建てられた。ヨーク伯領はヘンリー2世の時代に廃止された。

### その後
1070年から1085年にかけてデーン人ヴァイキングがヨ―ルヴィークを奪回しようとしたが、実を結ばなかった。
イングランド王国内では、1341年に貴族称号としてヨーク公爵位が創設されたが、1461年に第4代ヨーク公エドワードがイングランド国王（エドワード4世）となって以降、国王の付随称号となった。その後、「ヨーク公」は国王（女王）の第二子に与えられる称号となった。

## 考古学による研究
1976年から1981年にかけて、ヨーク考古学トラストがヨーク市中心部のコッパーゲート通りで5年間に渡る発掘調査を行った。絹製の帽子が残存し、サマルカンドの硬貨が発見されたことから、10世紀にはヨールヴィークからの交易網がビザンツ帝国以遠にまで繋がっていたことが証明され、後者については偽造貨が出回るほどに貿易に浸透していたことが分かった。これらの出土品と同様に、ロイズ銀行糞石として知られる人の大きな糞石が有名だが、いずれも約千年の時を経て回収されたことになる。バルト地域でとれる琥珀はヴァイキング遺跡でよく発見される品だが、ヨールヴィークでもおそらくシンボル的に使われたであろう琥珀製の斧頭（ふとう）が発見されている。またタカラガイが発掘されたことから、紅海もしくはペルシア湾に至る交易ルートも想定できる。宗教的にはキリスト教と異教の遺跡や遺物が同じくらい保存されており、当時のヨールヴィークではそれほどキリスト教が力を持っていたわけではないことがうかがえる。
発掘調査後、ヨーク考古学トラストはコッパーゲート内での現場の一部をそのまま残し、ヨールヴィーク・ヴァイキング・センターを建設した。